# واين مون
واين مون (بالإنجليزية: Wayne Munn)‏ هو مصارع رياضي أمريكي، ولد في 19 فبراير 1896 في كولبي في الولايات المتحدة، وتوفي في 9 يناير 1931 في Fort Sam Houston ‏ في الولايات المتحدة بسبب اعتلال الكلية.

## روابط خارجية
- واين مون على موقع CageMatch worker (الإنجليزية)